# Junior Eurovision Song Contest 2010
L'ottava edizione del Junior Eurovision Song Contest si è svolta il 20 novembre 2010 presso la Minsk-Arena di Minsk, in Bielorussia.
Il concorso si è articolato in un'unica finale condotta da Denis Kur'jan e Lejla Ismailava, ed è stato trasmesso in 19 paesi (inclusa l'Australia e la Nuova Zelanda). La durata totale del concorso è stata di 2 ore.
In questa edizione ha debuttato la Moldavia. La Lettonia e la Lituania hanno confermato il loro ritorno, mentre Cipro e Romania hanno annunciato il proprio ritiro.
Il vincitore è stato Vladimir Arzumanyan per l'Armenia con Mama.

## Organizzazione
Come è già accaduto nell'edizioni precedenti, l'Unione europea di radiodiffusione (UER), ha annunciato che sarebbero state le emittenti interessate a presentare una candidatura per organizzare la manifestazione.
L'8 giugno 2009, è stato annunciato che la Bielorussia con l'emittente nazionale BTRC avrebbe avuto l'onore di organizzare la manifestazione, battendo le candidature di Malta (PBS) e quella della Russia (RTR).

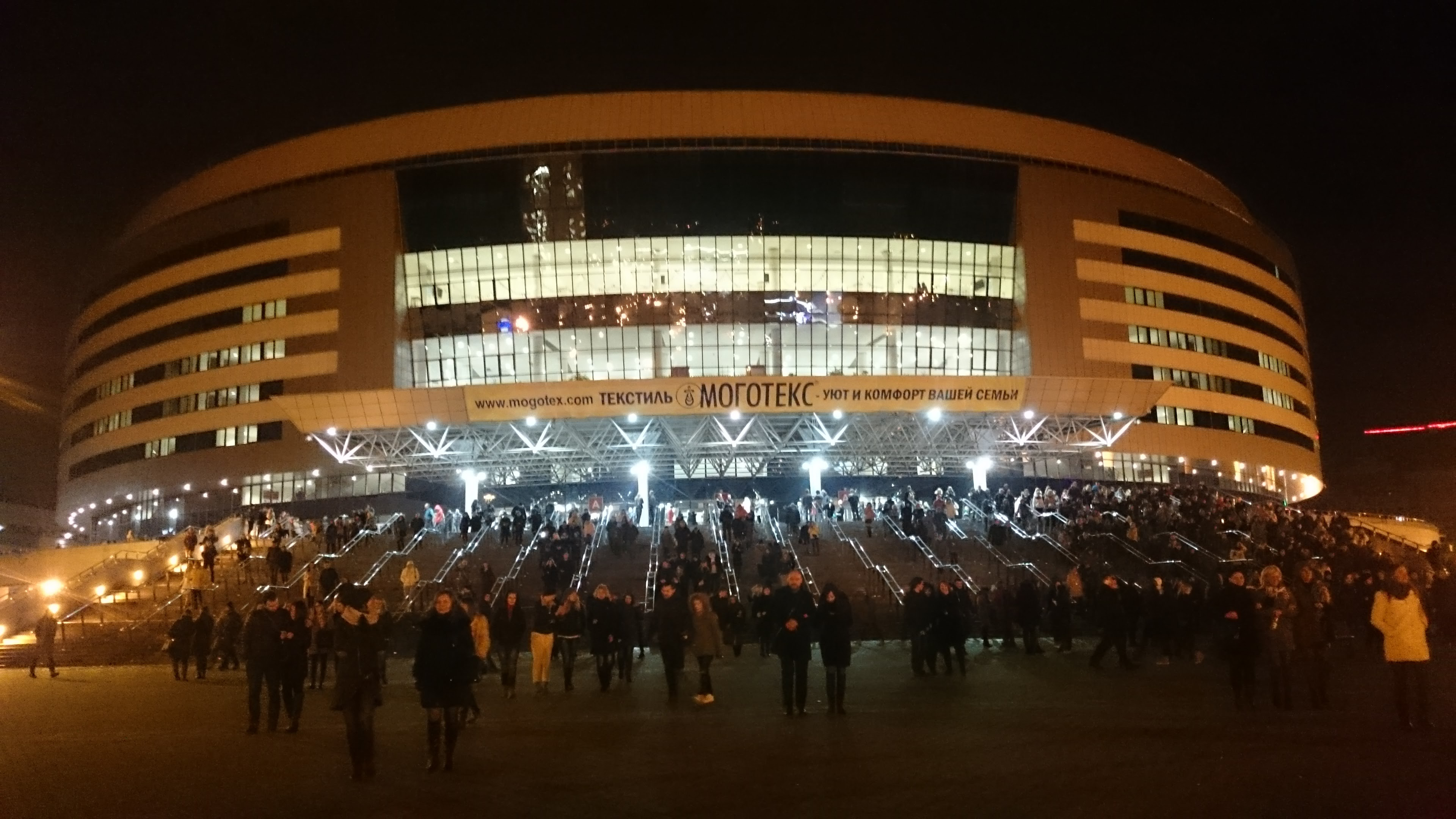
La Minsk-Arena, sede del Junior Eurovision Song Contest 2010.

### Scelta della sede
Subito dopo la conferma dell'organizzazione, l'UER e BTRC confermarono che la sede sarebbe stata l'appena inaugurata Minsk-Arena, collocata nell'omonima capitale. L'arena, con una capienza di circa 15.000 persone, include una sala per sport, uno stadio per skateboard ed un'arena ciclistica.

### Slogan e logo
L'8 aprile 2010 è stato reso noto lo slogan e il logo di questa edizione.
Lo slogan di questa edizione è "Feel the Magic".
Il logo di questa edizione è una composizione di cerchi multicolori, che simboleggiano le differenti culture dei paesi partecipanti, che si uniscono formando un paio di ali, che simboleggiano la libertà e la creatività.
Il 21 settembre 2010, vengono invece annunciate le mascotte del concorso: un orso ed un bisonte.

### Presentatori
I presentatori incaricati di condurre l'evento sono stati: Denis Kur'jan e Lejla Ismailava.
- Denis Kur'jan è un giornalista e presentatore bielorusso, conosciuto per aver presentato l'Eurofest ed il Junior Eurosong, i processi nazionali della Bielorussia per l'Eurovision Song Contest e del Junior Eurovision Song Contest.
- Lejla Ismailava è una giornalista e modella bielorussa, che si occupa principalmente di articoli riguardanti programmi televisivi musicali.

## Stati partecipanti

Stati partecipanti
Stati che hanno partecipato in passato ma non nel 2010

Stati partecipanti
     Stati che hanno partecipato in passato ma non nel 2010
| Stato                       | Artista                 | Brano                       | Lingua            | Processo di selezione                                               |
| --------------------------- | ----------------------- | --------------------------- | ----------------- | ------------------------------------------------------------------- |
| Armenia                     | Vladimir Arzumanyan     | Mama                        | Armeno            | Junior Eurosong 2010, 5 settembre 2010                              |
| Belgio                      | Jill & Lauren           | Get Up!                     | Olandese, inglese | Junior Eurosong, 1º ottobre 2010                                    |
| Bielorussia (organizzatore) | Daniil Kazloŭ           | Muzyki svet                 | Russo             | Junior Nacional'nyj otbor                                           |
| Georgia                     | Mariam Kakhelishvili    | Mari Dari                   | Immaginaria       | Junior Eurovision 2010, 12 settembre 2010                           |
| Lettonia                    | Šarlote Lenmane         | Viva la dance               | Lettone           | Balss Pavēlnieks 2010 per l'artista; 8 ottobre 2010 per il brano    |
| Lituania                    | Bartas                  | Oki Doki                    | Lituano           | Vaikų Eurovizijos nacionalinė atranka 2010, 26 settembre 2010       |
| Macedonia                   | Anja Veterova           | Eooo, Eooo                  | Macedone          | Dečja pesna Eurovizije, 25 settembre 2010                           |
| Malta                       | Nicole Azzopardi        | Knock Knock!... Boom! Boom! | Inglese, maltese  | Junior Eurosong 2010, 4 settembre 2010                              |
| Moldavia                    | Ștefan Roșcovan         | Ali Baba                    | Rumeno, inglese   | Eurovisionul copiilor 2010, 25 settembre 2010                       |
| Paesi Bassi                 | Anna & Senna            | My Family                   | Olandese, inglese | Junior Songfestival 2010, 2 ottobre 2010                            |
| Russia                      | Saša Lazin & Liza Drozd | Boy and Girl                | Russo, inglese    | Junior EuroSong 2010, 30 maggio 2010                                |
| Serbia                      | Sonja Škorić            | Čarobna noć                 | Serbo             | Izbor za dečju pesmu Evrovizije 2010, 26 settembre 2010             |
| Svezia                      | Josefine Ridell         | Allt jag vill ha            | Svedese           | Interno, 1º ottobre 2010 per l'artista; 5 ottobre 2010 per il brano |
| Ucraina                     | Julija Gurs'ka          | Mij litak                   | Ucraino           | Nacvidbir 2010                                                      |

## L'evento
La manifestazione si è svolta il 20 novembre 2010 alle 20:15 CET; vi hanno gareggiato 14 paesi.
La serata è stata aperta da Ksenija Sitnik ed Aljaksej Žyhalkovič che hanno cantato Hello, Eurovision durante la sfilata delle bandiere. Mentre nell'Interval Act si sono esibiti Alexander Rybak con Europe's Skies, tutti i partecipanti con Dzmitryj Kaldun che hanno cantato la common song A Day Without a War ed infine tutti gli ex vincitori che si sono esibiti con un medley dei brani vincitori del Junior Eurovision Song Contest.
| Nº | Stato       | Artista                 | Brano                       | Punti | Posizione |
| -- | ----------- | ----------------------- | --------------------------- | ----- | --------- |
| 1  | Lituania    | Bartas                  | Oki Doki                    | 67    | 6         |
| 2  | Moldavia    | Ștefan Roșcovan         | Ali Baba                    | 54    | 8         |
| 3  | Paesi Bassi | Anna & Senna            | My Family                   | 52    | 9         |
| 4  | Serbia      | Sonja Škorić            | Čarobna noć                 | 113   | 3         |
| 5  | Ucraina     | Julija Gurs'ka          | Mij litak                   | 28    | 14        |
| 6  | Svezia      | Josefine Ridell         | Allt jag vill ha            | 48    | 11        |
| 7  | Russia      | Saša Lazin & Liza Drozd | Boy and Girl                | 119   | 2         |
| 8  | Lettonia    | Šarlote Lenmane         | Viva la dance               | 51    | 10        |
| 9  | Belgio      | Jill & Lauren           | Get Up!                     | 61    | 7         |
| 10 | Armenia     | Vladimir Arzumanyan     | Mama                        | 120   | 1         |
| 11 | Malta       | Nicole Azzopardi        | Knock Knock!... Boom! Boom! | 35    | 13        |
| 12 | Bielorussia | Daniil Kazloŭ           | Muzyki svet                 | 85    | 5         |
| 13 | Georgia     | Mariam Kakhelishvili    | Mari-Dari                   | 109   | 4         |
| 14 | Macedonia   | Anja Veterova           | Eooo, Eooo                  | 38    | 12        |

12 punti
| N. | A           | Da                              |
| -- | ----------- | ------------------------------- |
| 4  | Armenia     | Belgio, Russia, Svezia, Ucraina |
| 3  | Russia      | Armenia, Bielorussia, Malta     |
| 2  | Bielorussia | Georgia, Lettonia               |
| 2  | Serbia      | Macedonia, Moldavia             |
| 1  | Belgio      | Paesi Bassi                     |
| 1  | Georgia     | Lituania                        |
| 1  | Macedonia   | Serbia                          |

## Portavoce
- Lituania: Bernadras Garbaciauskas
- Moldavia: Paula Paraschiv
- Paesi Bassi: Bram
- Serbia: Maja Mazić (Rappresentante dello Stato al Junior Eurovision Song Contest 2008)
- Ucraina: Elizabeth Arfuš
- Svezia: Robin Ridell
- Russia: Filipp Mazurov (Portavoce nella scorsa edizione)
- Lettonia: Ralfs Eilands
- Belgio: Laura Omloop (Rappresentante dello Stato al Junior Eurovision Song Contest 2009)
- Armenia: Nadia Sargsyan
- Malta: Francesca Zarb (Rappresentante dello Stato al Junior Eurovision Song Contest 2009 e portavoce nel 2008)
- Bielorussia: Anastasija Butjugina
- Georgia: Giorgi Toradze
- Macedonia: Sara Markoska (Rappresentante dello Stato al Junior Eurovision Song Contest 2009)

## Trasmissione dell'evento e commentatori

### Televisione e radio
| Paese                | Emittente | Stazione       | Commentatori                      | Note   |
| -------------------- | --------- | -------------- | --------------------------------- | ------ |
| Armenia              | ARMTV     | ARMTV          | Gohar Gasparyan Artak Vandanyan   |        |
| Australia            | SBS       | SBS One        | Nessuno                           | [ 9 ]  |
| Azerbaigian          | İTV       | İctimai TV     | Sconosciuto                       |        |
| Belgio               | VRT       | Één            | Kristien Maes Tom De Cock         |        |
| Bielorussia          | BTRC      | Belarus 1      | Pavel Lozovik                     | [ 10 ] |
| Bosnia ed Erzegovina | BHRT      | BHT1           | Dejan Kukrić                      | [ 11 ] |
| Georgia              | GPB       | 1TV            | Temo Kvirkvelia                   |        |
| Lettonia             | LTV       | LTV1           | Valters Frīdenbergs               |        |
| Lituania             | LRT       | LTV 1          | Darius Užkuraitis                 |        |
| Macedonia            | MRT       | MTV 1 MKTV Sat | Toni Drenkovski Monika Todorovska |        |
| Malta                | PBS       | TVM            | Eileen Montesin                   |        |
| Moldavia             | TRM       | TRM1           | Rusalina Rusu                     |        |
| Paesi Bassi          | AVRO      | AVRO           | Sipke Jan Bousema                 |        |
| Nuova Zelanda        | UKTV      | UKTV           | Sconosciuto                       | [ 11 ] |
| Romania              | TVR       | TVR1           | Sconosciuto                       | [ 11 ] |
| Russia               | VGTRK     | Rossija 1      | Ol'ga Šelest                      |        |
| Serbia               | RTS       | RTS2 RTS Sat   | Duška Vučinić-Lučić               |        |
| Svezia               | SVT       | SVT24          | Edward af Sillén Malin Olsson     |        |
| Ucraina              | NTU       | UA:Peršyj      | Timur Mirošnyčenko                |        |

### Streaming
| Paese | Piattaforma |
| ----- | ----------- |
| Mondo | YouTube     |

## Stati non partecipanti
- Cipro: il 4 maggio 2010 l'emittente CyBC ha annunciato il ritiro dalla manifestazione.[12]
- Romania: l'emittente TVR ha annunciato il ritiro dal concorso citando i tagli a budget causati dal cambio di direzione.